# Туристичка организација града Kрушевца
| Туристичка организација града Kрушевца |                                    |
|                                        |                                    |
|                                        |                                    |
| Оснивач:                               | Град Крушевац                      |
| Основана:                              | 1995.                              |
| Седиште:                               | Мајке Југовића 3 · Крушевац Србија |
| Директор:                              | Никола Деспотовић                  |
| Веб презентација                       | Званична презентација              |

Туристичка организација града Kрушевца је једна од јавних установа Града Крушевца, основана 1995. године. Пре тога ова јавна установа пословала је под именом Туристички савез општине Kрушевац, који је основан 1964. године са циљем да помаже развој свих облика туризма.

## Делатност
Туристичка организација данас, као јавна служба, обавља све делатности унапређења и развоја туризма. Њен рад је јаван, а у широком обиму њених задатака издваја се: израда програма развоја туризма, припреме за прихват и боравак туриста, организовање туристичко информативно пропагандне делатности, стварање услова за одмор и рекреацију, организовање службе водича, подстицање и развој издавачке делатности и производњу сувенира.
Туристичка организација Kрушевца омогућава туристима једнодневне, дводневне и вишедневне програме боравка у граду и околини упознавајући их са културно-историјским наслеђем и другим туристичким потенцијалима Града, помажећи интензивни развој сеоског туризма, као и све популарнији „Путеви вина” које ова установа успешно спроводи.
Туристичка организација је носилац више награда и признања са сајмова у земљи и иностранству, као и са манифестација локалног и ширег карактера, као показатељ успешног рада.

## Манифестације
Град Kрушевац заједно са Туристичком организацијом града Kрушевца је организатор бројних културно-забавних манифестација, концерата класичне, народне и забавне музике, спортских догађаја, изложби, позоришних представа које се одржавају током целе године и које употпуњују туристичку понуду града.
- Ломљење божићне чеснице (7. јануар)
- Национални шампионат у МОТОKРОСУ (април)
- Васкрс у Шаренграду (Велики Петак пред Васкрс)
- Царски фестивал – Лазареви путеви вина (април - јун)
- Витешки мегдан у Лазаревом граду (јун)
- Летња сцена Шаренграда (јун - септембар)
- Међународни фестивал балона „Kрушевац кроз облаке” (последњи викенд у јулу)
- Сајам сеоског туризма, здраве хране и народног стваралаштва (аавгуст)
- У срцу Крушевца (аавгуст)
- Пољопривредни сајам (септембар)
- Полуфинално такмичење за избор Мис Расинског округа (септембар)
- Међународни фестивал туристичких пубикација „Kофер слова” (октобар)
- Новогодишња чаролија (децембар)